# 大髯綠喉盤魚
大髯綠喉盤魚（學名：Acyrtops amplicirrus）為輻鰭魚綱喉盤魚目喉盤魚科的其中一種，分布於西大西洋加勒比海海域，深度1至3公尺，本魚身體相當短，頭部較大且寬，眼較小（佔兩眼間距的53-63%），鼻孔皮瓣大，上唇窄，前部和側面的寬度大致相同，上顎前部的牙齒尖銳且扁平，後部有一小塊錐形牙齒，下門齒呈鋸齒狀，下顎下方有少量小肉質突起，鼻孔間距較大呈管狀，腹部吸盤較小，前後有短乳突，背鰭軟條5-6枚、臀鰭軟條5-7枚，無鱗片，側線僅出現在頭部，體亮綠色至棕色，帶有白色斑點和線條，深色線條從眼睛向外輻射，體長可達1.9公分，為底棲性魚類，棲息在海草生長的海床。